# Spominski znak Načelnik Republiškega štaba TO 1991
Spominski znak Načelnik Republiškega štaba TO 1991 je spominski znak Slovenske vojske, ki je podeljen načelniku RŠTO med slovensko osamosvojitveno vojno leta 1991.

## Opis
Spominski znak je krožne oblike, tvori ga venec lipovih listov, ki v zgornjem delu prehaja v simboliziran Triglav. V ozadju sta dve prekrižani puški. V sredini znaka so trije pokončno stoječi meči. Prostor med puškinima kopitoma je povezan. V njem je napis 1991 NAČELNIK RŠTO. Znak je bele barve, lipovi listi so zeleni, napis ima temno modro podlago. Puški, meči, napis in obroba so v zlati barvi.

## Nadomestne oznake
Nadomestna oznaka je temno modre barve z miniaturnim znakom.

## Nosilci
Edini nosilec tega znaka je Janez Slapar (podeljen 23. junija 1998).